# Kaitanal, Gokak
Kaitanal là một làng thuộc tehsil Gokak, huyện Belgaum, bang Karnataka, Ấn Độ.